# Download.com
Download.com (укр. даунло́д.ком) — каталог і архів програмного забезпечення. Сайт був запущений 1996 і входить до складу мережі CNET. Каталог містить більше 100 000 freeware, shareware версій та пробників програм, які доступні для завантаження як з власного FTP-сервера Download.com, так і з інших сайтів.
За даними Compete.com сайт щомісяця відвідують близько 10 млн осіб. 